# Косор (острво)
Косор је мало ненасељено острвце у хрватском делу Јадранског мора.
Косор се налази око 1 км југозападно од насеља Гршчица на острву Корчуле. Површина острвца износи 0,051 км². Дужина обалске линије је 1,24 км.. Највиша тачка на острву је висока 13 м.